# 第38回ブルーリボン賞 (鉄道)

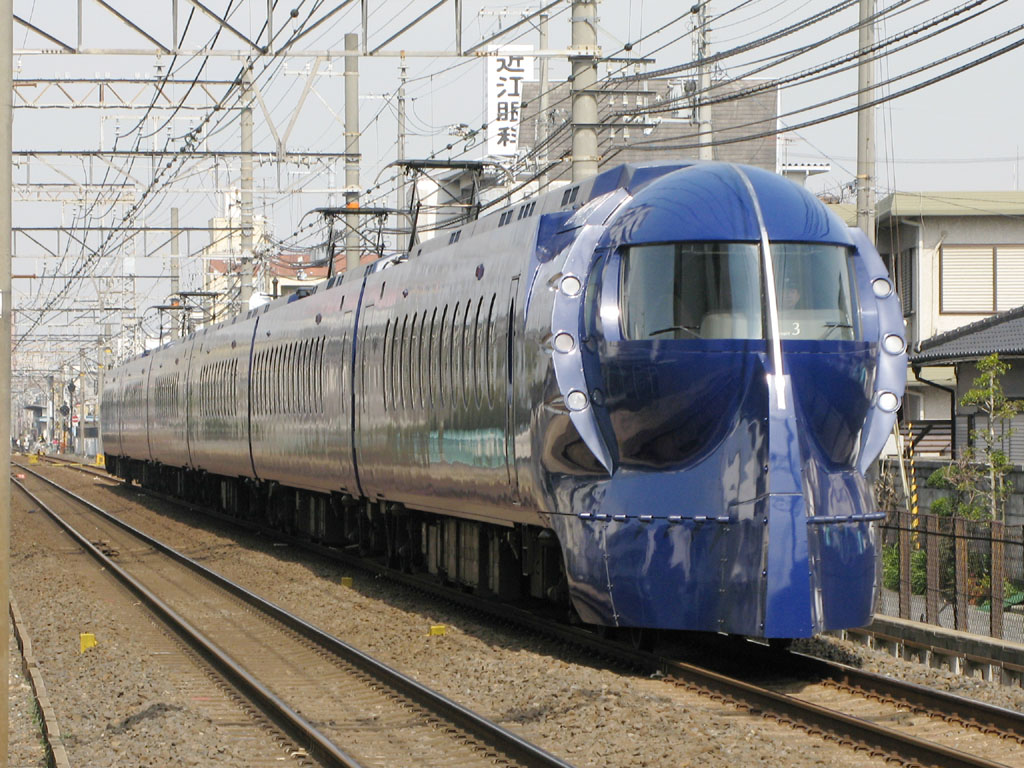
第38回ブルーリボン賞
南海50000系

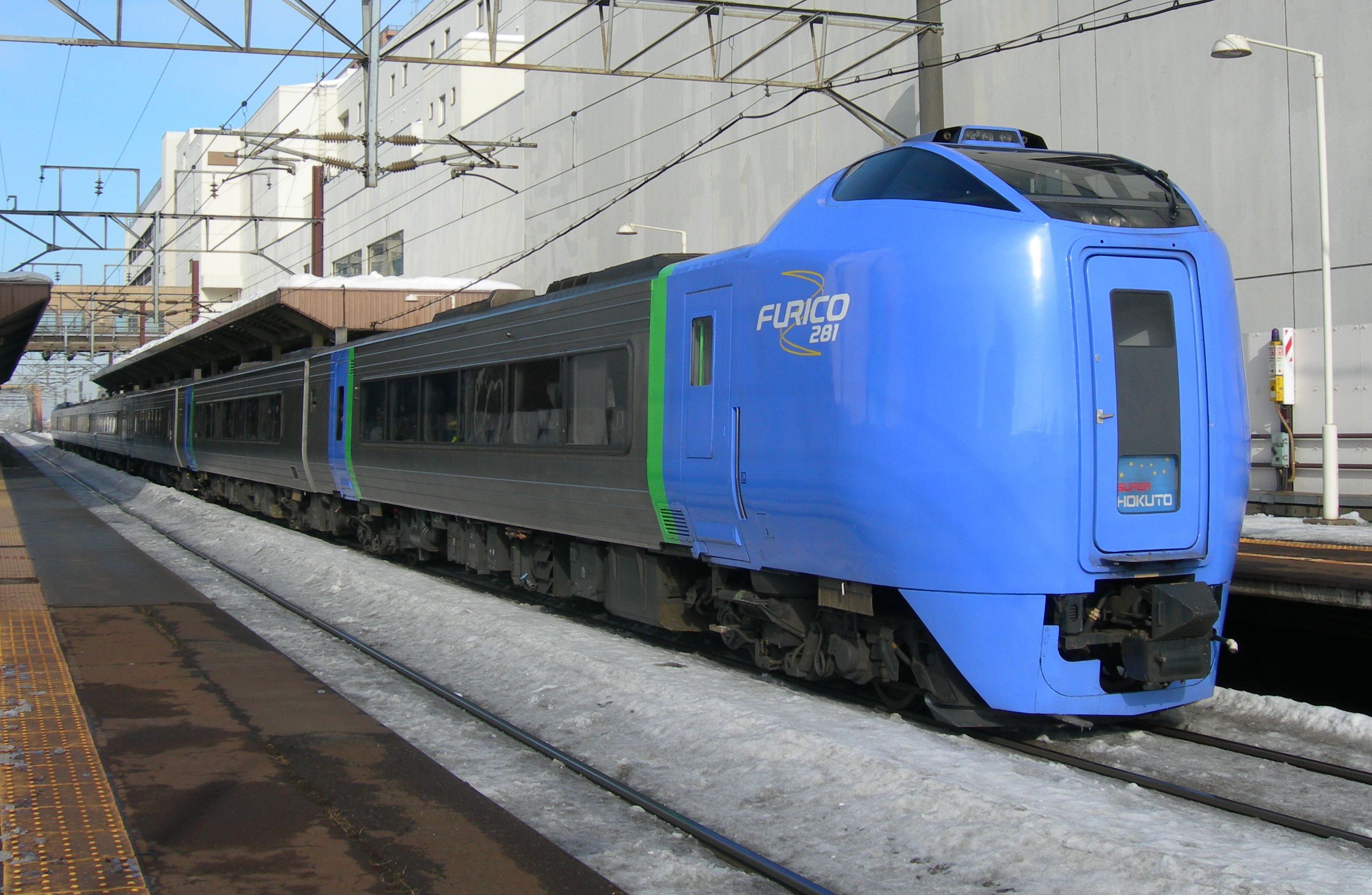
第35回ローレル賞
JR北海道キハ281系

第38回ブルーリボン賞（だい38かいぶるーりぼんしょう）は、1995年に鉄道友の会が選定したブルーリボン賞である。本項では、第35回ローレル賞（だい35かいろーれるしょう）についても併せて記す。

## 概要
日本国内で使用する鉄道・軌道車両のうち、1994年1月1日から12月31日までの間に日本国内で営業運転に就いた新形式車両またはそれとみなせる車両で、候補車両決定の時点で現に営業をしていることを概ねの要件とする選定候補車両28車種のなかから、ブルーリボン賞・ローレル賞各1形式が選定された。

## 選定車両

### ブルーリボン賞
- 南海電気鉄道 50000系電車

### ローレル賞
- 北海道旅客鉄道 キハ281系気動車

## 候補車両
鉄道友の会ブルーリボン賞・ローレル賞選考委員会が候補車両とした28車種。
| 会社名         | 車両形式                                                      |
| -------------- | ------------------------------------------------------------- |
| 北海道旅客鉄道 | キハ143形・キサハ144形気動車 キハ281系気動車                  |
| 関東鉄道       | キハ2100形気動車                                              |
| 銚子電気鉄道   | デハ1000形電車                                                |
| 東日本旅客鉄道 | E1系新幹線電車｢MAX」 E217系電車 485系電車「宴」               |
| 日本貨物鉄道   | タキ1000形貨車 クム1000系貨車 ヨ8000形38000番台貨車           |
| 西武鉄道       | 9000系電車                                                    |
| 京浜急行電鉄   | 600形電車                                                     |
| 富士急行       | 1000系電車                                                    |
| 京福電気鉄道   | モボ21形26・27電車                                            |
| 大阪高速鉄道   | 1000系電車セミクロス車                                        |
| 西日本旅客鉄道 | 223系電車 281系電車 オロ12形800番台客車「旅路」リニューアル車 |
| 近畿日本鉄道   | 23000系電車                                                   |
| 南海電気鉄道   | 50000系電車                                                   |
| 神戸電鉄       | 5000系電車                                                    |
| 智頭急行       | HOT3500形・HOT3520形気動車 HOT7000系気動車                    |
| 広島高速交通   | 6000系電車                                                    |
| 一畑電気鉄道   | 2100系電車                                                    |
| 土佐電気鉄道   | 910形電車                                                     |
| 九州旅客鉄道   | 813系電車                                                     |
| 島原鉄道       | キハ2500形気動車                                              |